# Lalitpur District
Lalitpur District er et af Nepals 75 administrative og politiske regioner, betegnet distrikter (lokalt betegnet district, zilla, jilla el. जिल्ला). Lalitpur er et distrikt i bakkeområdet Middle Hills, som ligger i Bagmati Zone i Central Development Region.
Lalitpur areal er 385 km² og der boede ved folketællingen 2001 i alt 337.785 og i 2007 377.306 i distriktet. Distriktets politiske organ District Development Committee er sammensat gennem indirekte valg, med repræsentation fra hver af de 9-17 administrative enheder ilakaer, hvert distrikt er opdelt i.
Lalitpur District er endvidere opdelt i 42 udviklingskommuner (lokalt navn: Gaun Bikas Samiti (G.B.S.) el. Village Development Committee (VDC)), hvoraf byer med over 10.000 indbyggere kategoriseres som købstæder (municipalities).
Lalitpur District er udviklingsmæssigt – gennem anvendelse af FN og UNDP's Human Development Index – kategoriseret som nr. 4 ud af Nepals 75 distrikter.

## Eksterne links
- Kort over Lalitpur District
- Lalitpur District sundhedsprofil – fra FN-Nepal (på engelsk)

27°40′N 85°19′Ø / 27.67°N 85.32°Ø